# Kim Quan Già Da
Kim Quan Già Da (43 - 532), cũng gọi là Bản Già Da (본가야, 本伽倻, Bon-Gaya) hay Giá Lạc Quốc (가락국, 駕洛國, Garakguk), là thành bang lãnh đạo của liên minh Già Da và thời Tam Quốc tại Triều Tiên. Thành bang này được cho là nằm quanh thành phố Gimhae, Gyeongsang Nam ngày nay, gần cửa sông Nakdong. Do vị trí địa lý của mình, thành bang này đã đóng vai trò chủ đạo trong các vấn đề khu vực kể từ thời Biện Hàn đến khi kết thúc liên minh Già Da.
Theo Tam quốc di sự, Kim Quan Già Da được thành lập khi Thủ Lộ Vương (Suro) thống nhất 9 thôn làng dưới 9 sự cai quản của mình. Phu nhân của ông là Hứa Hoàng Ngọc (Heo Hwang-ok), hôn lễ tổ chức vào năm 48 CN, bà được cho là công chúa của một vương quốc tại vùng Ayodhya thuộc Ấn Độ ngày nay, mặc dù điều này có thể đã được thêm vào trong thời kỳ Phật giáo sau đó.
Trong thời kỳ đầu của lịch sử Già Da (Gaya), có một vài làn sóng nhập cư từ miền bắc, bao gồm Cổ Triều Tiên, Phù Dư Quốc và Cao Câu Ly, họ đến và hòa nhập với cư dân sở tại và khơi dậy sự phát triển văn hóa và chính trị. Một sự biến đổi mạnh mẽ trong cách thức tổ chức tang lễ đã được tìm thấy trong các di chỉ khảo cổ có niên đại vào cuối thế kỷ 3 CN khi khi những cuộc di cư này đã diễn ra. Hình thức mai táng có liên hệ với các dân tộc du mục Bắc Á, như các ngôi mộ cho ngựa được làm khi chúng chết, việc thay thế đột ngột hình thức tang lễ của tầng lớp thượng lưu. Ngoài ra, các bằng chứng chỉ ra sự tồn tại của việc phá hủy các ngôi mộ trước đó một cách có hệ thống. Vào đầu thập kỷ 1990, một tổ hợp lăng mộ hoàng gia đã được khai quật tại Daeseong-dong, Gimhae, được cho là của Kim Quan Già Da nhưng dường như được sử dụng từ thời Biện Hàn.
Sau khi Kim Quan Già Da đầu hàng trước Tân La vào năm 532 CN, hoàng tộc của nó được chấp thuận trở thành quý tộc Tân La và được xếp hàng "chân cốt," hàng cao thứ hai trong chế độ cốt phẩm của Tân La. Tướng quân Kim Yu-shin (Kim Dữu Tín) của Tân La là hậu duệ của vị vua Già Da cuối cùng.

## Vua
| #  | Miếu hiệu        | Miếu hiệu         | Thời gian cai trị |
| #  | Hán Việt         | Hangul/Hán tự     | Thời gian cai trị |
| -- | ---------------- | ----------------- | ----------------- |
| 1  | Thủ Lộ Vương     | 수로왕 首露王     | 42–199            |
| 2  | Cư Đăng Vương    | 거등왕 居登王     | 199–259           |
| 3  | Ma Phẩm Vương    | 마품왕 麻品王     | 259–291           |
| 4  | Cư Sất Di Vương  | 거질미왕 居叱彌王 | 291–346           |
| 5  | Y Thi Phẩm Vương | 이시품왕 伊尸品王 | 346–407           |
| 6  | Tọa Tri Vương    | 좌지왕 坐知王     | 407–421           |
| 7  | Xuy Hi Vương     | 취희왕 吹希王     | 421–451           |
| 8  | Chí Tri Vương    | 질지왕 銍知王     | 451–492           |
| 9  | Kiềm Tri Vương   | 겸지왕 鉗知王     | 492–521           |
| 10 | Cừu Hành Vương   | 구형왕 仇衡王     | 521–532           |

## Hình ảnh

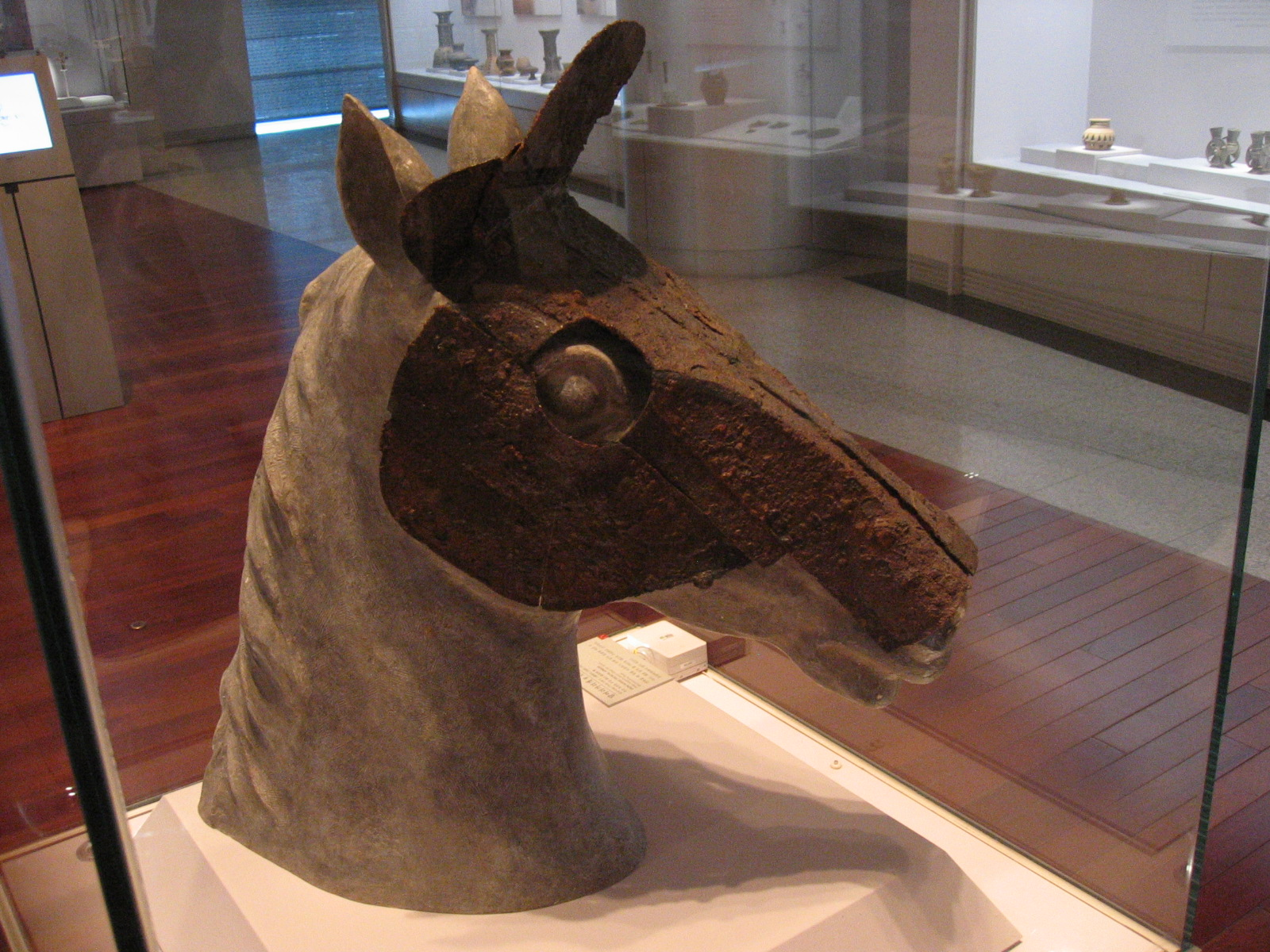
Áo giáp ngựa Gaya
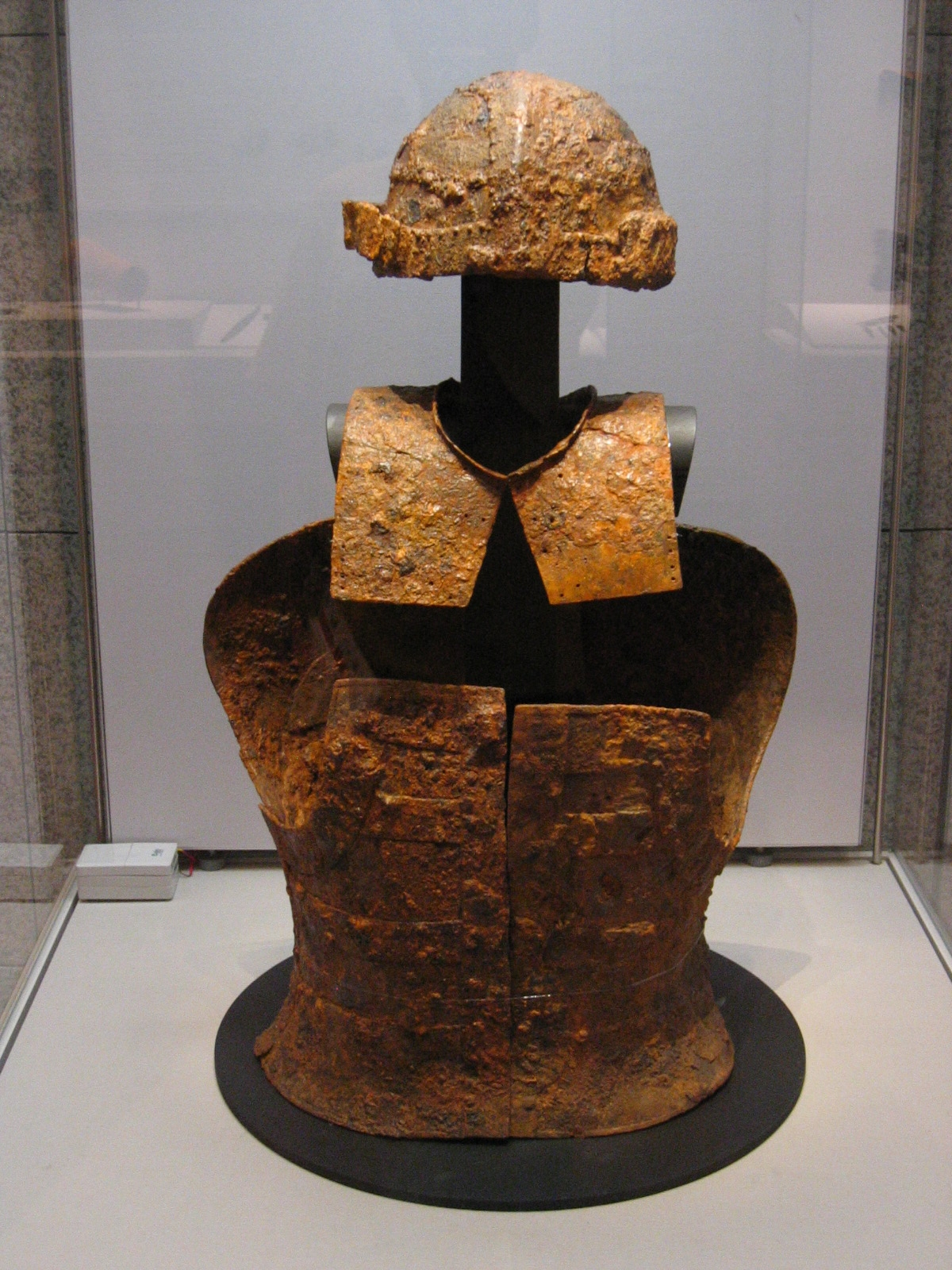
Áo giáp Gaya
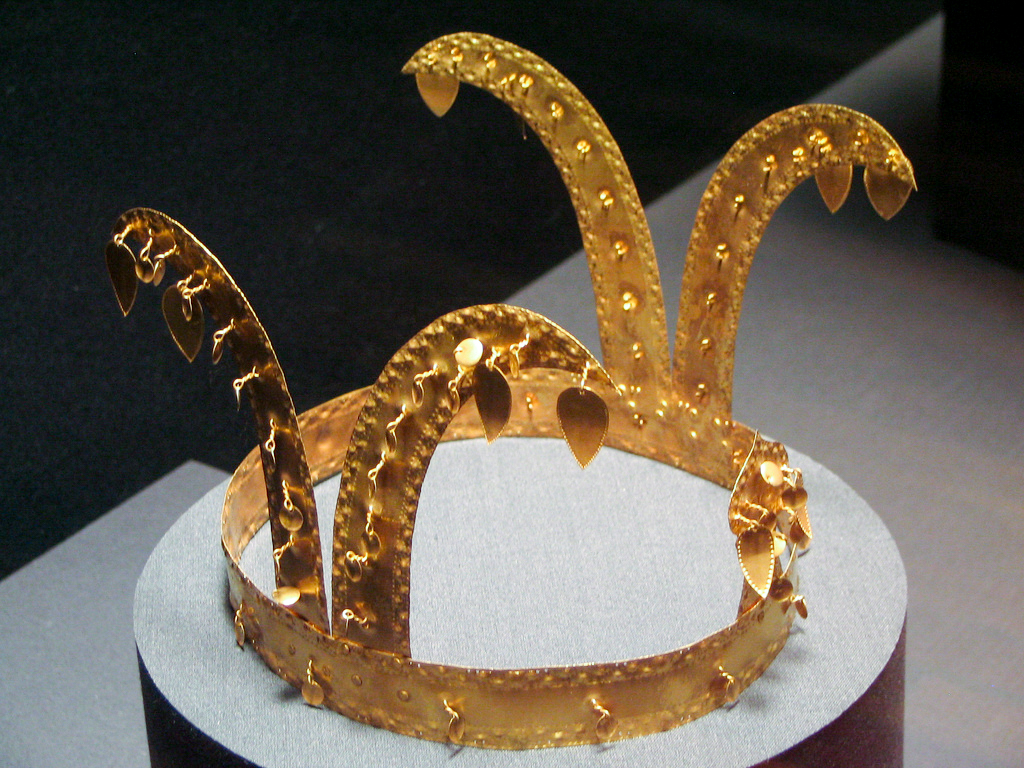
Vương miện Gaya
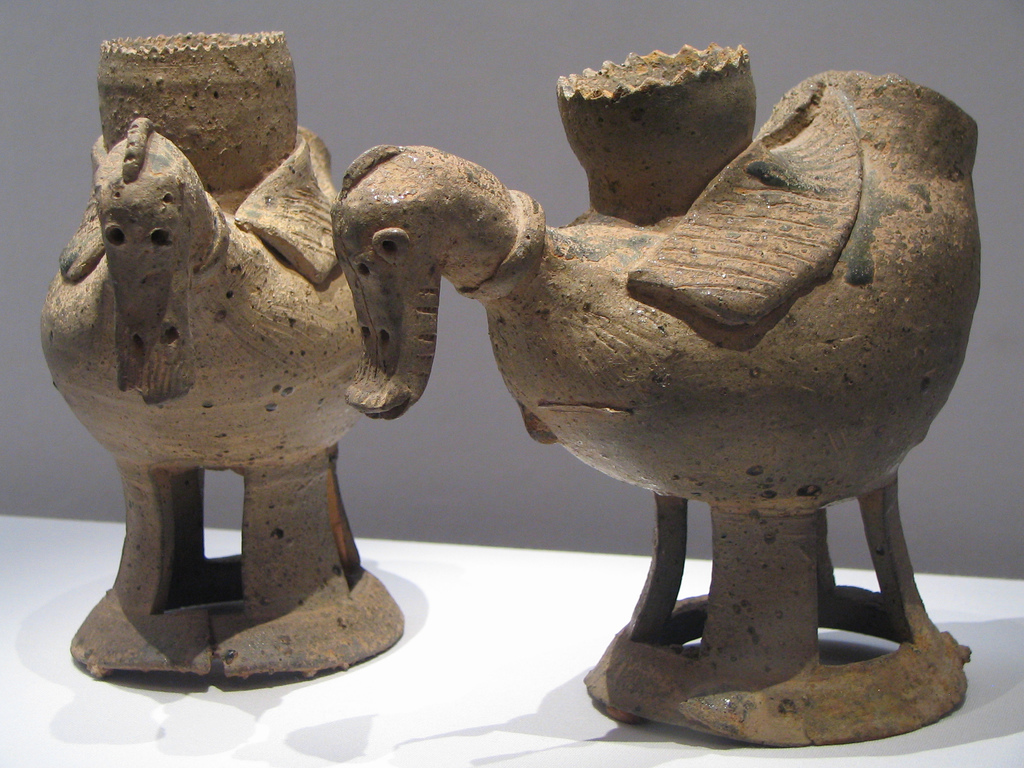
Gốm Gaya